# たのしいムーミン一家〜ムーミンと魔法使いの帽子〜
『たのしいムーミン一家〜ムーミンと魔法使いの帽子〜』（たのしいムーミンいっか ムーミンとまほうつかいのぼうし、英: Moomin and the magician's hat）は、2017年4月に初演されたバレエ作品である。トーベ・ヤンソンの『ムーミン・シリーズ』バレエ化の第2作目で、振付はケネス・グレーヴ（フィンランド国立バレエ団芸術監督）、音楽はトゥオマス・カンテリネンによる。初演は日本で行われ、グレーヴは子供だけではなく大人の観客の鑑賞にも耐えうるものを想定して作品を作り上げた。フィンランドでの初演は、2018年1月の予定である。なお、本項目での固有名詞表記などは原則として『フィンランド国立バレエ団2017年日本公演プログラム』に拠った。

## 『ムーミン・バレエ』について

### 第1作『ムーミン谷の彗星』実現まで
『ムーミン』の原作者であるトーベ・ヤンソンは、舞台芸術にも深い関心を寄せた人物であった。実際に舞台の美術や衣装のデザインも手掛けていて、1952年にはユリヨ・コッコ（en:Yrjö Kokko）原作の『羽根をなくした妖精』（原題：Pessi ja Illusia）というバレエ作品の舞台美術と衣装のデザインを担当した経験もあった。
舞台化としては『ムーミン』の芝居（ムーミントロールと彗星）が1949年に実現していて、その後断続的に上演が続いている。1974年には子供向けのオペラが誕生し、人形劇やコンテンポラリーダンスでも題材となっていた。ただし、『ムーミン』がバレエになるには2015年まで待たなければならなかった。
バレエ化の障壁となったのは、『ムーミン』の物語が持つ「名言だらけ」とも表現される豊かな言葉の魅力が使えないことであった。さらに着ぐるみのダンサーではバレエの表現で重要な顔の表情が出せない上に動きや行動に制約が課せられるため、劇的な舞踊表現の創造が可能かどうか疑問を持たれていた。
ムーミンのバレエ化を発案したのは、フィンランド国立バレエ団芸術監督のケネス・グレーヴであった。グレーヴは2010年代の初め、物語を繰り返し読むうちに「ムーミンにヒントを得た作品を作りたい」との閃きを得ていた。彼にはフィンランドのバレエに対する理解を深めること、若いダンサーの育成、子供たちを劇場にいざなうことなどいくつかの構想があり、ムーミンのバレエ化もその延長線上にあった。
グレーヴは当初、「ムーミンがバレエに恋をする」という新たな物語を考えていたものの、ヤンソンの著作権を管理するソフィア・ヤンソンから「話やキャラクターを新たにつくるのではなく、オリジナルを尊重してほしい」との要請を受けたという。
ムーミンに関する作品については、ムーミンの商品権などを管理するムーミン・キャラクターズ社の許可も必要だった。ムーミン・キャラクターズ社の検討する内容は、「トーベ・ヤンソンのムーミン世界を踏襲しているか、美術や小道具は挿絵に忠実か、着ぐるみはそれぞれのキャラクターの基準を満たしているか」など細部まで多岐にわたっていた。
バレエ化の許可を得るため、「できる限り原作に忠実にいこう」という方針で話が進んだ。世界初となる『ムーミン・バレエ』では、『ムーミン谷の彗星』（原題：Kometen kommer、1946年、1956年改訂・1968年三訂)が題材に選ばれた。『ムーミン谷の彗星』は、劇場版のアニメーションも制作されるなど『ムーミン・シリーズ』の中では知名度が高い話であった。
2015年の初演では、振付家としては無名のアナンダ・コノネンというバレエ団所属ダンサーが作品の振付を担当したが、全公演がソールド・アウトになる成功を収めた。『ムーミン谷の彗星』は4歳以上が入場可能な公演として制作されたため、客席のあちこちでは「子供たちの嬉しそうな声があちこちから聞こえてくる」光景が見られ、好評を持って迎えられた。

### 第2作『たのしいムーミン一家〜ムーミンと魔法使いの帽子〜』の制作
第1作の成功を受けて、グレーヴは2作目の実現に向けて行動を始めた。2作目ではグレーヴ自身が振付も担当することになった。そこで彼は「ムーミンをバレエ化したい」と最初の閃きを受けたときの構想の実現に動いた。
その契機となったのは、『ムーミン・バレエ』に興味を抱いた日本側とのやりとりであった。日本公演に向けて「ムーミンでバレエを作るのではなく、日本公演ではムーミンから新しいバレエが生まれる」というコンセプトで制作が進んだ。グレーヴは日本ではムーミンの物語が持つ「哲学的な部分」に惹かれる大人のファンが多いことに着目し、ドタバタコメディーなどではなく「感情的・感覚的」なものにしたいと考えた。言葉のないバレエという芸術表現において、「すべてを語るのは無理でも、トーベの精神や物語の雰囲気を伝えたい」という思いがグレーヴを動かしていた。
2作目の題材に選ばれたのは、『たのしいムーミン一家』（原題：Trollkarlens hatt、1948年）だった。音楽を担当したのは、トゥオマス・カンテリネンであった。カンテリネンは『モンゴル』（2007年）や『ザ・ヘラクレス』(2014年）など、映画音楽をメインとして活動する作曲家で、フィンランド国立バレエ団から委嘱を受けて『雪の女王』、『人魚姫』という2作のバレエ音楽を作曲した経験の持ち主であった。
グレーヴは1幕物バレエ作品（約50分）に仕上げるために、原作の印象的な部分を切り取ったり、登場人物を一部入れ替えたり省いたりしたものの、「寄せ集め」にならないように特に意を用いた。グレーヴにとって難題だったのは「どうやってムーミンを美しく踊らせるか」という点であった。着ぐるみで踊られるムーミンの体型は大きいため、柔らかな動きやピルエットで回ることなどは不可能であった。もう1つの問題は、着ぐるみに入ると視界と足の動きが制限され、しかも中は非常に暑いことだった。
グレーヴがダンサーたちに求めたのは、「どんな体でも水中で動いているようなエレガントさを保つ」という点であった。練習には時間がかかったものの、ダンサーたちの高い身体能力と舞踊技巧によって、着ぐるみのムーミンやスノークのおじょうさんなどの動きで優美さを表現することが可能になった。
バレエでは言葉の代わりに花々や雪の精、自然の猛威などが踊りで表現され、原作が繰り返して語る「自然の大きさ、自然へのまなざし」というテーマを別の手法で際立たせることに成功した。グレーヴは作品の振付において、クラシック・バレエの技巧も存分に活用した。作品のクライマックスにおける飛行おにと女性の姿に変じたルビーとのパ・ド・ドゥは、バレエの技法があってこその見せ場となった。初演でルビーを踊った松根花子は「最終的にはムーミンをはじめ、キャラクター要素の強い役柄がたくさん登場するので、ルビーという宝石の鋭さや輝きをイメージした指先のちょっとした動きを加える程度でピュアなクラシックのスタイルに落ち着いたんです」と「ダンス・マガジン」2017年7月号のインタビューで答えている。
バレエ団は2017年4月にフィンランド独立100周年祝賀イベントの一環として、初の日本公演を東京と大阪で行った。日本公演のために制作された『たのしいムーミン一家〜ムーミンと魔法使いの帽子〜』は4月22日にオーチャードホールで初演され、東京で6回、大阪で2回上演され、好評であった。なお、フィンランドでの初演は2018年1月の予定である。

## 物語

### 主な登場人物
ムーミントロール（Moomintroll）
ムーミン家の一人息子で好奇心にあふれ、友達思いの男の子。スノークのおじょうさんとはお互いに好きあっている。一人ぼっちになることだけが苦手。
ムーミンパパ（Moominpappa）
大の冒険好きで男らしい性格。シルクハットと杖がパパのトレードマーク。
ムーミンママ（Moominmamma）
思慮深い性格でしっかり者。人の世話が大好きで、困っている人や孤独な人には必ず手を差し伸べている。ハンドバッグをいつも持ち歩き、その中にはさまざまなものが入っている。
スノークのおじょうさん（Snorkmaiden）
ムーミントロールとは大の仲良し。夢見がちでうぬぼれ屋の部分もあるが、機転が利いて賢い面もある女の子。サラサラの前髪と左足首のアンクレットが特徴。
ちびのミイ（Little My）
勇気があり怖いもの知らず、怒りっぽくて口も悪いが正直で信頼できる。オレンジ色のおだんごヘアと赤いドレスがチャームポイント。
スナフキン（Snufkin）
ムーミンの親友で自由と孤独を愛する根っからのボヘミアン。ちびのミイとは異父姉弟でもある。
スニフ（Sniff）
ムーミンの友達でまだまだ幼い。わがままで怠け者、飽きっぽくて臆病な性格で、キラキラした宝石が大好き。
モラン（The Groke）
世界の中で一番冷たいといわれる、灰色の大きな体を持つ女の魔物。彼女が通り過ぎた場所は霜が降りたり凍りついたりするので、人々から恐れられている。ムーミン一家は彼女の底知れない孤独感に同情も感じている。
飛行おに（The Hobgoblin）
黒いシルクハットをかぶり長いマントを着込んだ男性。世界で一番大きなルビーを求めて、空飛ぶ黒豹を伴って毎晩世界の果てまで飛び回っている。

### あらすじ
ムーミン谷では長かった冬がようやく終わろうとしている。一足先に目覚めたちびのミイが雪の精たちと戯れ、そしてムーミントロールたちも冬眠から目覚める。ムーミン一家、スノークのおじょうさん、ちびのミイ、スニフは春の支度に忙しい日々を送る。そんな日々の中で、ミイがシルクハットを見つける。
このシルクハットはムーミンパパが見つけて、自分のものにしていた。旅を終えてムーミン谷に戻ってきたスナフキンに、ミイはそのシルクハットを見せる。実はシルクハットは、あらゆるものの姿を別のものに変えてしまう魔力を秘めていた。
うららかな春の一日に、ムーミントロールたちはかくれんぼをして遊ぶ。その最中に、スニフが庭で大きなルビーを見つける。そこにモランが突然現れ、春真っ盛りのムーミン谷は真冬のように暗く冷たく変じていく。ルビーは自分のものだと主張するモランに、ムーミンママは代わりにハート形の貝殻を渡してムーミン谷を立ち去るように説得し、モランもその願いを受け入れる。
モランが立ち去った後、空飛ぶ黒豹を従えた飛行おにがムーミン谷にやってくる。飛行おには失くした魔法のシルクハットとルビーを求めて世界中を旅していた。彼はムーミン谷で求めていたものを見つけて、大いに喜ぶ。ムーミントロールたちもその幸せを一緒に祝い、飛行おには満足してムーミン谷を去る。そして、ムーミン谷には穏やかな日々が戻ってくる。

### 原作との主な相違点
「第2作『たのしいムーミン一家〜ムーミンと魔法使いの帽子〜』の制作」の節で述べたとおり、長大な作品を約50分のバレエ作品に仕上げるため、いくつかの変更が行われた。その中で主なものを挙げる。
- 原作にはちびのミイは登場しない[注釈 3][10]。逆にスノーク、じゃこうねずみ、ヘムレンさん、トフスランとビフスランなどは、バレエでは出番がなくなっている[1][10]。
- 原作では魔法のシルクハットはおさびし山の向かいにある山の頂上で見つかる[10][27]。見つけたのはムーミンとスニフ、そしてスナフキンだった[10][27]。
- ルビー（原作では「ルビーの王さま」）の正当な持ち主はトフスランとビフスランで、モランは2人を追ってムーミン谷を訪れている[10][28]。
- ムーミンママがモランに与えたのは、ハート形の貝殻ではなく魔法のシルクハットである[10][28][29]。
- 原作では飛行おには「ルビーの王さま」を入手することができない[10][28][30]。その代わりにトフスランとビフスランが自分の望みだけは叶えることができない彼のために「あたしたちのとおなじだけ、るれいなキビー」を出すように願い、「ルビーの王さま」の対になる「ルビーの女王」を手に入れる[10][28][30][31]。